# Arizonas delstatslegislatur
Arizonas delstatslegislatur (engelska: Arizona State Legislature) är den lagstiftande församlingen i den amerikanska delstaten Arizona som består av två kamrar.

## Senaten
Arizonas senat (engelska: Arizona Senate) består av 30 senatorer som väljs i majoritetsval från 30 distrikt på mandatperioder om 2 år. Högst 4 mandatperioder i följd är tillåtna.

## Representanthuset
Arizonas representanthus (engelska: Arizona House of Representatives) består av 60 ledamöter valda på 2-åriga mandatperioder. 2 ledamöter väljs från varje distrikt. Högst 4 mandatperioder i följd är tillåtna.

## Bildgalleri

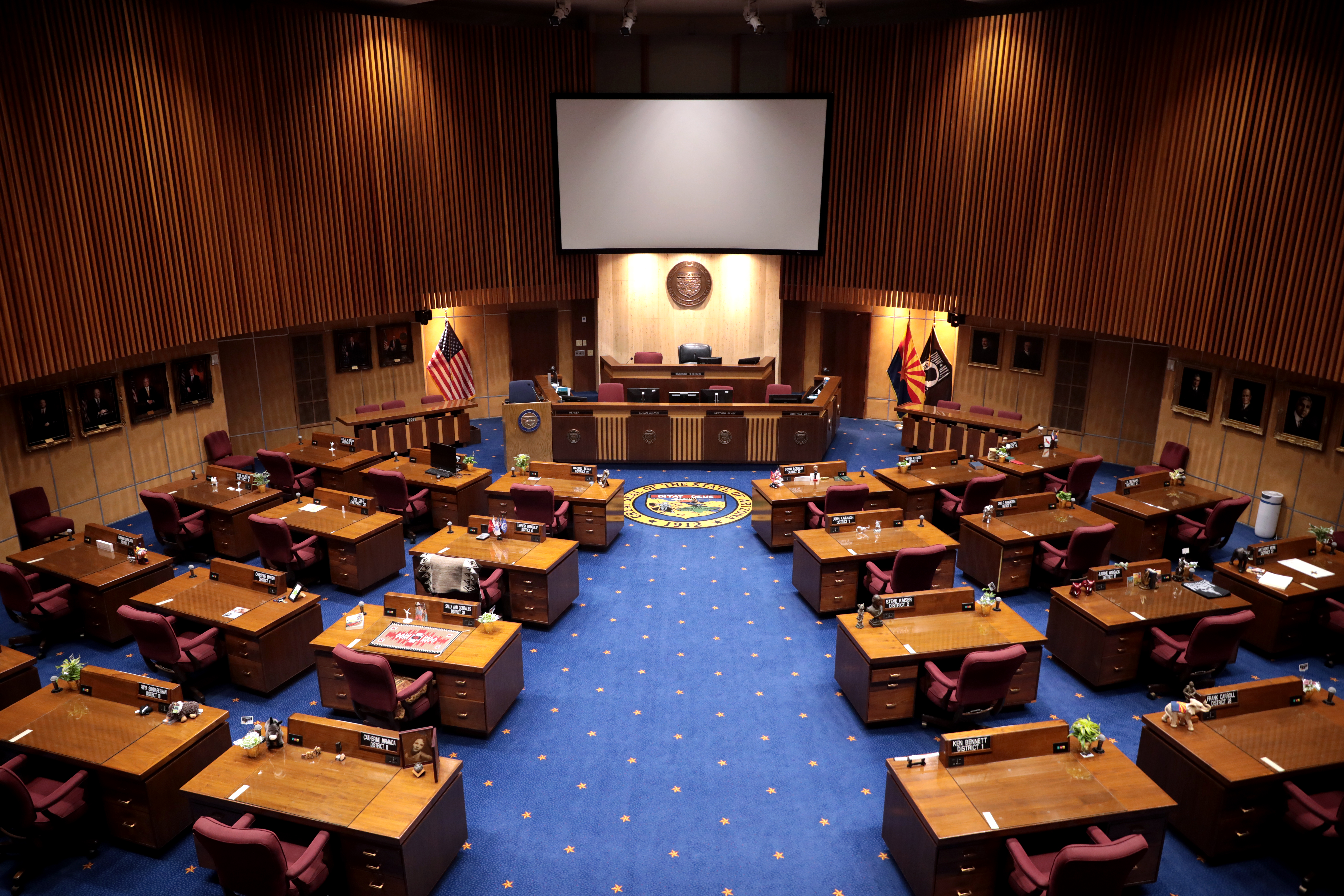
Senatens kammare
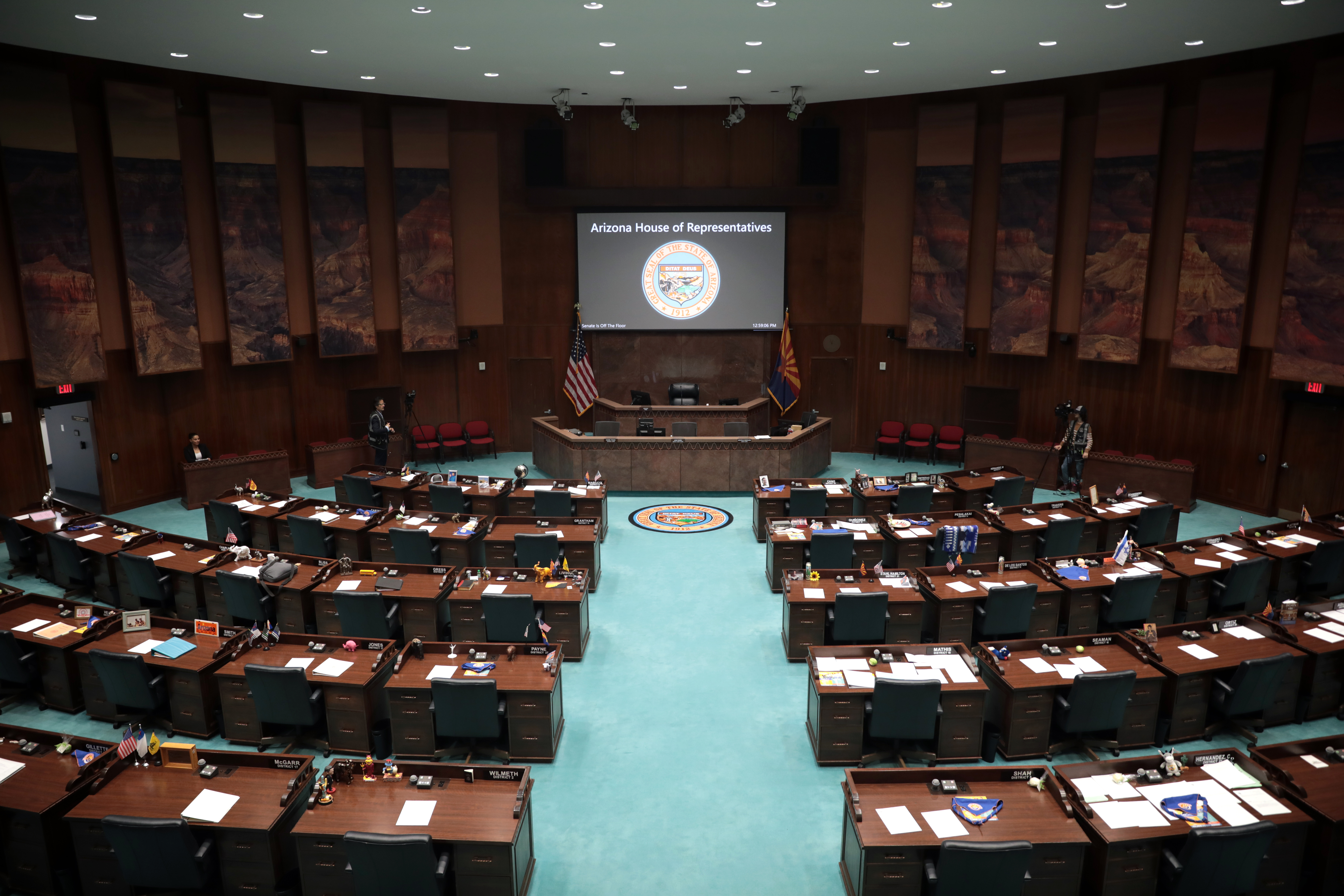
Representanthusets kammare